# Марсенаро, Оскар
О́скар Марсена́ро (исп. Óscar Marcenaro, дата и место рождения и смерти неизвестны) — уругвайский футбольный тренер, возглавлявший сборную Уругвая на чемпионате Южной Америки 1949 года в Бразилии.

## Биография
Известно, что Оскар работал в тренерском штабе «Пеньяроля», но не возглавлял эту команду в качестве главного тренера. Большая часть карьеры Марсенаро связана с клубом «Серро», в котором он был главным тренером и тренером по физподготовке. Кроме того, Марсенаро активно тренировал боксёров. Через систему подготовки молодых футболистов «Серро» прошли двое племянников Оскара — Роланд и Нельсон Марсенаро, которые стали профессиональными футболистами в 1970-80-е годы.
15 октября 1948 года в уругвайском футболе возник раскол из-за забастовки профессиональных футболистов. Это привело к остановке чемпионата страны после 10 сыгранных туров. На какое-то время футбольная активность в стране была парализована. Забастовка закончилась 29 апреля следующего года, но на неё пришёлся чемпионат Южной Америки, прошедший в Бразилии с 3 апреля по 11 мая. Поскольку полноценную сборную на «Судамерикано» отправить было невозможно, от поездки на континентальный турнир отказались действующий наставник «селесте» Хуан Лопес, а также его помощник на Судамерикано-1947 Марселино Перес. Сборную согласился повезти на турнир Оскар Марсенаро, более известный по работе в качестве тренера по физподготовке. В условиях цейтнота команда, составленная из молодых игроков, не входивших до того даже в ближайший резерв сборной, не провела ни одной тренировки перед началом первенства. Из известных впоследствии игроков в команде были только защитник Матиас Гонсалес, который спустя год стал в Бразилии чемпионом мира, а также нападающий Дагоберто Молль, которого сразу после турнира подписал испанский футбольный клуб.
Уругвайцы начали турнир с победы над Эквадором 3:2. Затем с таким же счётом они уступили Боливии, которая считалась на тот момент одной из слабейших команд континента. 20 апреля в Сан-Паулу Уругвай вновь одержал победу, на этот раз над Парагваем — 2:1, а спустя пять дней свёл вничью матч с Колумбией — 2:2. Последние три игры Уругвай проиграл — 1:5 — Бразилии, 3:4 — Перу и 1:3 — Чили. В итоге Уругвай занял только шестое место из восьми команд, с отрицательной разницей мячей — 14:20.
Стоит отметить важность игры против Бразилии (1:5), ворота которой защищал Моасир Барбоза. Единственный свой мяч Рамон Кастро из «Дефенсора» забил в абсолютно в том же стиле, что и решающий гол в Мараканасо в исполнении Альсидеса Гиджи. Вполне вероятно, что Оскар Марсенаро поделился наблюдением об ошибке бразильского вратаря с основным тренерским штабом «селесте», и это было учтено во время решающей игры чемпионата мира 1950 года.